# ロイヤル・エクスチェンジ・ホテル
座標: 南緯27度29分11秒 東経152度59分33秒 / 南緯27.48640度 東経152.992590度

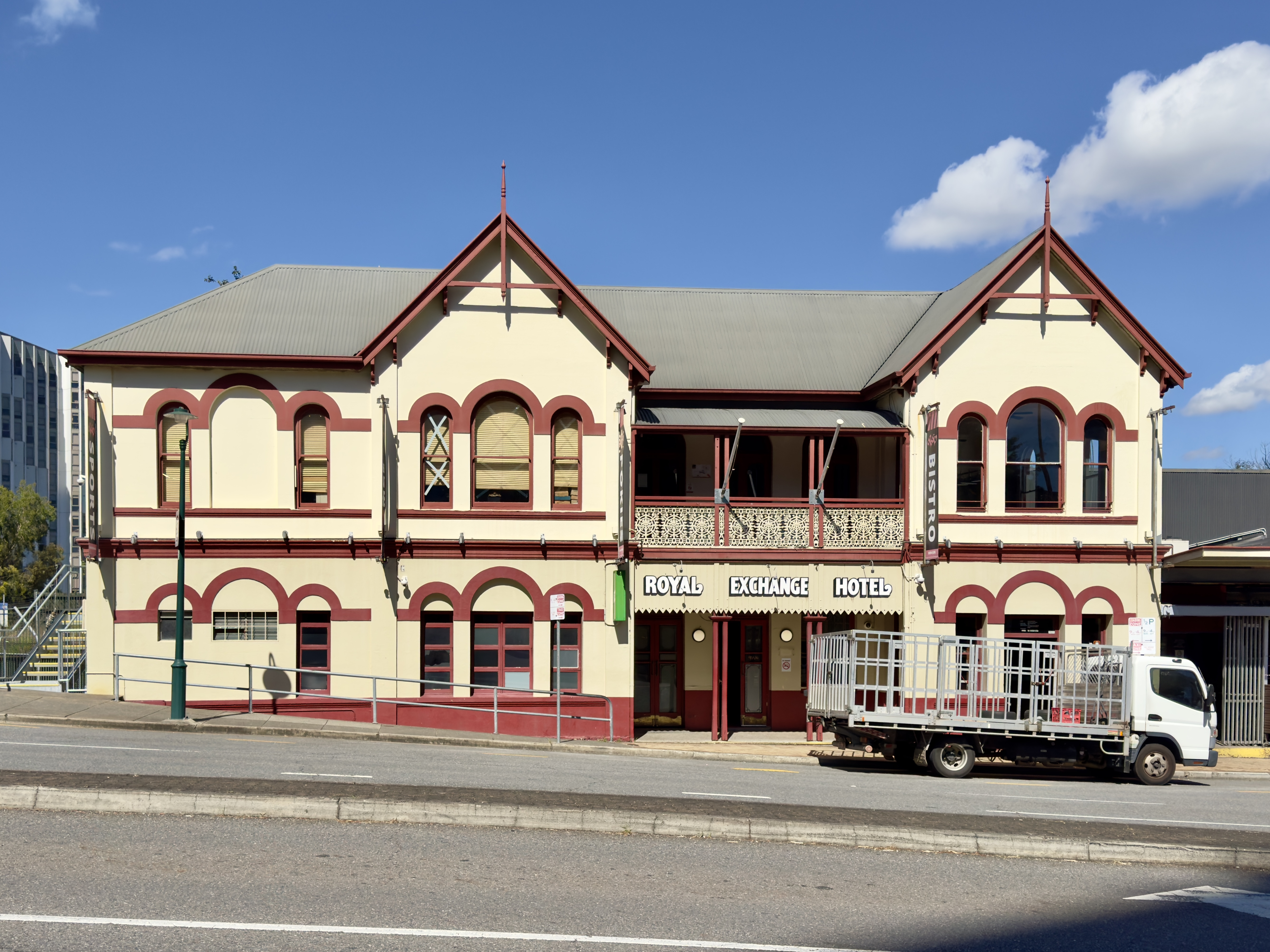
ハイ・ストリートから撮影した、ロイヤル・エクスチェンジ・ホテル。2025年撮影。

ロイヤル・エクスチェンジ・ホテル (The Royal Exchange Hotel) は、地元では「RE」と通称され、文化財として指定されているホテルで、オーストラリア・クイーンズランド州ブリスベンのタウォング、ハイ・ストリート10番地 (High Street) に所在している。

## 歴史
ロイヤル・エクスチェンジ・ホテルが建設されたのは、1886年ころのことであり、設計は、ブリスベンの建築家リチャード・ゲイリーであった。最初に営業免許を受けたのは、ウィリアム・ロバートソン (William Robertson) という人物であった。
1917年の時点では、ロイヤル・エクスチェンジ・ホテルの営業免許を受けていたのはジム・カヴィルであった。彼は後に、サーファーズ・パラダイスを開発した先駆者となった。
2013年8月、オーストラリア・パブ基金 (Australian Pub Fund) は、3500万ドルないし4000万ドルほどの金額を出して、このホテルを買収した。この買収は、ブリスベンにおける不動産取引としては最大規模のものであった。
このホテルのパブは、2007年の映画『All My Friends Are Leaving Brisbane』で、大きく取り上げられた。

## 文化財指定
ロイヤル・エクスチェンジ・ホテルは、ブリストル遺産登録に指定されている。このホテルは、タウォングの中心部における顕著なランドマークであり、1世紀以上にもわたって、タウォングの社会生活の重要な一部、社交の場となってきた。